# 혼다 시빅 투어
혼다 시빅 투어(Handa Civic Tour)는 2001년부터 매년 열리는 혼다 기연 공업 주최의 콘서트 투어이다.

## 2001년

### 1부
- 헤드라이너: 블링크-182
- 서포팅: 알카라인 트리오, 노 모티브, 썸 41, 아타리스

### 2부
- 헤드라이너: 에버클리어
- 서포팅: 아메리칸 하이파이, 메이필드 포

## 2002년
- 헤드라이너: 인튜버스
- 서포팅: 후바스탱크, 팬텀 플래닛

## 2003년
- 헤드라이너: 뉴 파운드 글로리, 굿 샤롯데
- 서포팅: 핫 로드 서킷, 레스 댄 제이크, MxPx, 스트레치 암 스트롱, 무비라이프, 더 디재스터스

## 2004년
- 헤드라이너: 대쉬보드 컨페셔널
- 서포팅: 겟 업 키즈, 쓰라이스, 발 엠미크, 더 포맷, 세이 애니싱, 핫 워터 뮤직, 모션 시티 사운드트랙, 헤드 오토매티카

## 2005년
- 헤드라이너: 마룬 5
- 서포팅: 팬텀 플래닛, 더 도나스, 스릴즈

## 2006년
- 헤드라이너: 블랙 아이드 피스
- 서포팅: 플립사이드, 푸시캣 돌즈

## 2007년
- 헤드라이너: 폴 아웃 보이
- 서포팅: +44, 더 아카데미 이즈..., 코브라 스타쉽, 폴 월

## 2008년
- 헤드라이너: 패닉! 앳 더 디스코
- 서포팅: 허쉬 사운드, 모션 시티 사운드트랙, 팬텀 플래닛

## 2009년
All-American Rejects와 Jack's Mannequin의 공동 투어가 예정되어 있었으나, 노 다웃과 블링크 182의 투어가 겹쳐서 취소되었다.

## 2010년
- 헤드라이너: 파라모어
- 서포팅: 테간 랜드 새라 (7월 28일, 7월 30일 제외; 릴라이언트 케이가 대체), 뉴 파운드 글로리, Kadawatha

## 2011년
- 헤드라이너: 블링크-182, 마이 케미컬 로맨스
- 서포팅: 랜시드, 맨체스터 오케스트라, 어게인스트 미!, 맷 앤 킴, 알카라인 트리오 (8월 7일), 네온 트리스 (9월 8일)

## 2012년
- 헤드라이너: 린킨 파크 & 인큐버스
- 서포팅: 뮤트매스

## 2013년
- 헤드라이너: 마룬 5 & 켈리 클락슨[1][2][3]
- 서포팅: 로지 크레인, 토니 루카, PJ 모턴